# Rostellariella delicatula
Rostellariella delicatula là một loài ốc biển, là động vật thân mềm chân bụng sống ở biển trong họ Rostellariidae.